# سیاوش زراعتی
سیاوش زراعتی بانکدار و مدیر ارشد اجرایی ایرانی و مدیر عامل پیشین بانک صادرات ایران است. وی متولد رضوانشهر از توابع استان گیلان است که تا پیش از این مشاور امور بانکی محمدباقر نوبخت رئیس سازمان مدیریت و برنامه‌ریزی کشور بود.
سیاوش زراعتی مدیرعامل بانک صادرات ایران سوم‌ بهمن ماه ۱۳۹۶ از مدیرعاملی این بانک استعفا کرد. 
اهم دستاورد های سیاوش زراعتی در مدت تصدی مدیر عاملی بانک صادرات به شرح ذیل بوده است:
- رفع تحریم های بانک صادرات توسط اتحادیه اروپا
- شفاف سازی و جلوگیری از شناسایی سود موهوم
- تعیین تکلیف دارایی های سمی بانک
- حل بحران و ساماندهی موسسات اعتباری میزان، ثامن و پدیده شاندیز
- استقرار حاکمیت شرکتی و پرهیز از بنگاهداری
- پیگیری مطالبات و حقوق بانک از ابر بدهکاران داخلی و خارجی
- جوان گرایی و اصلاح ساختار منابع انسانی و اخراج ۶۰۰ نفر از نیروهای شرکتی بانک صادرات بانک[۲]

## سوابق و مسئولیت‌ها
- مشاور امور بانکی محمدباقر نوبخت رئیس سازمان مدیریت و برنامه‌ریزی کشور
- عضو هیئت مدیره صندوق کارآفرینی امید (صندوق مهر امام رضا)
- عضو هیئت مدیره بانک تجارت
- عضو هیئت مدیره شرکت سرمایه‌گذاری ساختمان ایران
- مدیریت عامل مؤسسه بنیان فرهنگ صدر
- ریاست هیئت مدیره شرکت کفش ملی[۳]